# ستيف كلاي ويلسون
ستيف كلاي ويلسون (بالإنجليزية: S. Clay Wilson)‏ هو رسام كارتون أمريكي، ولد في 25 يوليو 1941 في لنكن في الولايات المتحدة.